# Lennart Jirlow
Lennart Martin Jirlow, född 24 april 1936 i Stockholm, död 18 april 2020 i Hedvig Eleonora distrikt, Stockholm, var en svensk konstnär. Han utbildades vid Konstfack och Konstakademien i Florens.
Han studerade vid Konstfack i början av femtiotalet då Konstfack fortfarande låg i de gamla Klarakvarteren i Stockholm. Därefter blev det Konstakademien i Florens under flera år. Efter den första utställningen i Stockholm 1958 var Jirlow till största delen verksam i Frankrike. Till de mest kända motiven hör de poetiska skildringarna från vardagsnära miljöer i Sydfrankrike och Paris, men även teatern var ett kärt ämne i hans måleri, rollporträtt, miljön bakom scen och i salong. Han gjorde exempelvis porträtt av Karl Gerhard, Maj-Britt Nilsson och Jarl Kulle. Jirlow formgav också en rad menyer, exempelvis för Tore Wretman, och affischer, bland annat för Bocuse d'Or och Gröna Lund.
Lennart Jirlow var verksam som scenograf och gjorde bland annat scenografin till Spanska flugan på Vasateatern 1982, Gamle Adam på Vasateatern 1984, Markurells i Wadköping på Dramaten 1986, Annie Get Your Gun på Chinateatern 1990 och Falstaff på Kungliga Operan 2008. Han gjorde filmen Utflykt i det sköna som visades i SVT 1980.
Invaldes i Vinakademien på bildkonstens stol 1982. Lennart Jirlow var sommarvärd i radioprogrammet Sommar den 14 juli 2010.
Povel Ramel hyllade honom med en sång: "Som en gubbe på en tavla av Lennart Jirlow" och i Andreas T Olssons roman Sista gästen spelar Jirlows målningar en nyckelroll och en av dem har gett romanen sin titel.
Jirlow var sedan 1969 gift med Flavia, född Nanni. Paret fick två barn, Catherine (f. 1969) och Fredrik (f. 1972).

## Teater

### Scenografi
| År   | Produktion                          | Upphovsmän                  | Regi        | Teater      |
| ---- | ----------------------------------- | --------------------------- | ----------- | ----------- |
| 1981 | Spanska flugan Die spanische Fliege | Franz Arnold och Ernst Bach | Per Gerhard | Vasateatern |
| 1984 | Gamle Adam Der wahre Jacob          | Franz Arnold och Ernst Bach | Per Gerhard | Vasateatern |